# Aida 3201
Aida 3201 – polski radioodbiornik produkowany w Warszawie od 1960 roku, obudowa drewniana, front z jasnego plastiku posiada „magiczne oko”. Antena wewnętrzna ferrytowa. Posiada przycisk do poszerzania zakresu fal krótkich. Po wielu latach w Diorze uruchomiono produkcję amplitunera AWS-103 o tej samej nazwie.